# Сорокин, Михаил Иванович (генерал армии)
Михаи́л Ива́нович Соро́кин (1 июня 1922 года, Никольское, ныне Гагинского района Нижегородской области — 22 февраля 2005, Москва) — советский военачальник, участник Великой Отечественной войны, генерал армии (1981).

## Биография
Родился в крестьянской семье. Получил среднее образование. В сентябре 1941 года призван в Красную армию.

### Великая Отечественная война
Прошёл обучение в Горьковской школе радиоспециалистов. На фронте оказался в январе 1942 года в рядах 5-го кавалерийского корпуса, участвовал в Барвенковско-Лозовской операции. В бою 30 июля 1942 года на Северском Донце Михаил Сорокин был ранен.
После излечения направлен на краткосрочные стрелково-тактические курсы комсостава «Выстрел». По окончании в феврале 1943 года назначен командиром роты 330-го стрелкового полка 176-й стрелковой дивизии на Северо-Кавказском фронте. Вместе с полком принимал участие в десантной операции на «Малой земле», в ходе которой был вторично ранен 20 февраля 1943 года. За бои на «Малой земле» командир роты лейтенант Михаил Сорокин награждён своим первым орденом — Красной Звезды. После окончания операции дивизия в октябре 1943 года получила гвардейское знамя и стала именоваться 129-й гвардейской стрелковой дивизией.
По излечении направлен на 1-й Украинский фронт, где уже сражалась его дивизия. Там же ранен в третий раз 11 октября 1943 года, но, к счастью, это ранение оказалось легким и вскоре он вернулся в строй. В декабре 1943 года вновь отличился во время Житомирско-Бердичевской наступательной операции. Во главе разведотряда ворвался в село Негребовка Житомирской области, занял удобный рубеж, при этом захватил пленных и документы. Полученная в результате этого боя информация сыграла большую роль в успехе советского наступления в этом районе. Отряд за двое суток отбил несколько атак противника, поддержанных 15-ю танками, уничтожив 3 танка и удержав рубеж. Продолжая наступление, во главе роты первым ворвался в село Кмитов 24 декабря 1943 года. В ходе контратаки с танками противник отрезал его роту. Заняв круговую оборону в сельских домах, бойцы Сорокина отбили натиск врага и уничтожили 2 танка и 1 бронетранспортёр, а затем с боем прорвались к своим. За этот бой гвардии капитан Сорокин был представлен к награждению орденом Ленина и через полгода, уже в июне 1944 года, получил эту заслуженную награду .
Отлично действовал в Львовско-Сандомирской наступательной операции летом 1944 года. В ходе наступления батальон первым форсировал несколько рек, первым ворвался в города Ходоров и Дрогобыч. В одном из боёв бойцы захватили 2 исправных танка «Тигр». За эту операцию он был Михаил Иванович был награждён орденом Александра Невского.
В начале 1945 года отличился в Западно-Карпатской операции, во главе батальона прорвав несколько рубежей обороны противника в Карпатах. Война для командира батальона гвардии майора Михаила Сорокина закончилась на подступе к Праге. Той же победной весной 1945 года Сорокина назначили заместителем командира 330-го гвардейского стрелкового полка, в котором он воевал более двух лет, и уже на этой должности он отличился при штурме города Моравска-Острава в ходе Моравско-Остравской операции. Наградой стал пятый его орден — Отечественной войны. дивизия к концу войны именовалась 129-й гвардейской Краснознаменной ордена Суворова Житомирской стрелковой дивизией. Сам Сорокин за годы войны трижды ранен и награждён пятью боевыми орденами.

### Послевоенная военная служба
С августа 1945 года Сорокин командует отдельным учебным батальоном. С 1946 по 1949 года проходит обучение в Военной академии имени М. В. Фрунзе.
После окончания академии Сорокин становится командиром отдельного учебного батальона 106-й гвардейской воздушно-десантной дивизии в Туле. Спустя год, в декабре 1950 года Сорокин становится командиром 331-го гвардейского парашютно-десантного полка 105-й гвардейской воздушно-десантной дивизии, размещенной в Костроме. В 1955 году он становится заместителем командира дивизии.
С января 1957 года Михаил Сорокин — командир 98-й гвардейской воздушно-десантной дивизии, базировавшейся на Дальнем Востоке.
В сентябре 1962 года уже в звании генерал-майора Сорокин поступает в Военную академию Генерального штаба Вооружённых Сил СССР, по окончании которой в июне 1964 года назначен заместителем командующего ВДВ по боевой подготовке, а в январе 1966 года — первым заместителем командующего ВДВ.
С декабря 1969 года генерал-лейтенант М. И. Сорокин назначен первым заместителем командующего Южной группы войск на территории Венгрии. С 19 августа 1972 года Сорокин становится командующим 2-й гвардейской танковой армией Группы советских войск в Германии. С августа 1974 года служит первым заместителем командующего войсками Дальневосточного военного округа. Генерал-полковник (1976).
С октября 1976 по октябрь 1981 года генерал-полковник Михаил Сорокин — командующий войсками Ленинградского военного округа.
С 30 октября 1981 года по 19 января 1984 года Сорокин находился в Афганистане в качестве Главного военного советника. Воинское звание генерал армии ему присвоено указом Президиума Верховного Совета СССР от 4 ноября 1981 года. В сентябре 1984 года он становится первым заместителем Главнокомандующего войсками Западного направления. С 11 июня 1987 года становится заместителем министра обороны СССР — Главным инспектором Министерства обороны СССР. С 1990 года — в Группе генеральных инспекторов Министерства обороны СССР. С января 1992 года — в отставке. Жил в Москве.
Супруга Лидия Захаровна также участник Великой Отечественной войны. Воспитал сына Юрия, также долгое время служившего в армии (род. 1948), полковника, и дочь Галину (род. 1953).
Депутат Верховного Совета СССР 10 созыва (1979—1984). Народный депутат СССР (1989—1991). Член ВКП(б) с 1943 года. В 1981—1986 годах являлся кандидатом в члены ЦК КПСС.
Похоронен на Троекуровском кладбище Москвы.

## Воинские звания
- генерал-майор (25.05.1959),
- генерал-лейтенант (16.06.1965),
- генерал-полковник (28.10.1976),
- генерал армии (2.11.1981).

## Награды
- Орден «За заслуги перед Отечеством» IV степени (2002)[6]
- Три ордена Ленина (03.06.1944; ?; ?)
- Два ордена Красного Знамени (08.03.1945; ?)
- Орден Александра Невского (10.09.1944)
- Два ордена Отечественной войны 1-й степени (27.05.1945, 06.04.1985)
- Два ордена Красной Звезды (04.06.1943, 1956)
- Орден «За службу Родине в Вооружённых Силах СССР» 3-й степени
- Орден «Знак Почёта»
- медали Советского Союза

ордена и медали иностранных государств:
- Чехословацкий Военный крест 1939 года (Чехословакия)
- Медаль «За укрепление дружбы по оружию» (Чехословакия)
- Орден Красного Знамени (Афганистан)
- Медаль «От благодарного афганского народа» (Афганистан)
- Серебряная Медаль «Братство по оружию» (Польша)
- Почётный гражданин города Житомир.

## Сочинения
- Сорокин М. И. О боевых действиях войск в лесисто-болотистой местности. // Военно-исторический журнал. — 1980. — № 3. — С.10-15.